# Jean-Yves Lechevallier

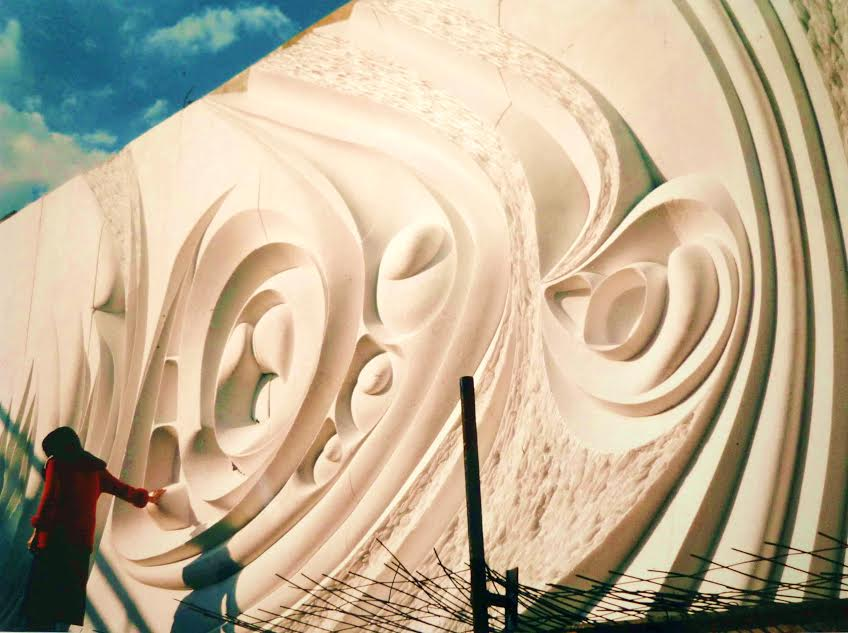
Hoog reliëf La lutte des élements, Le Chesnay

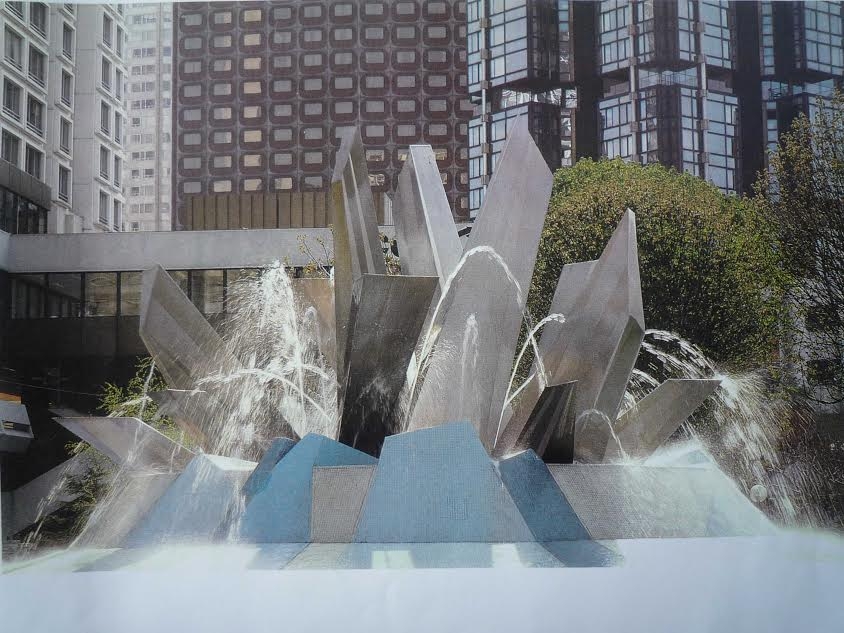
Fontein Cristaux, Parijs

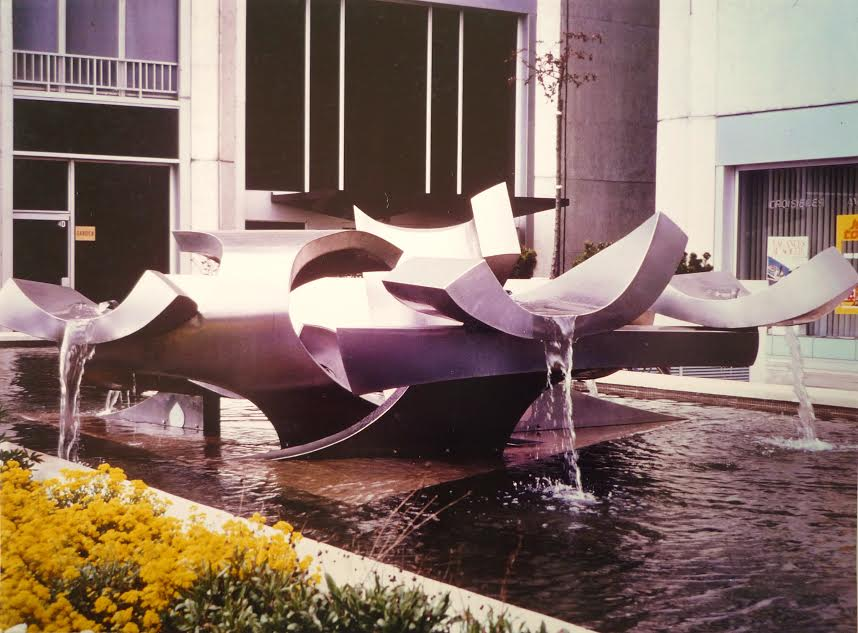
Fontein Fleurs d'eau, Rouen

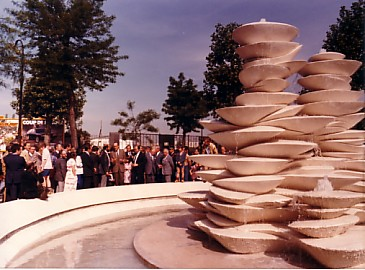
Fontein Polypores, Parijs

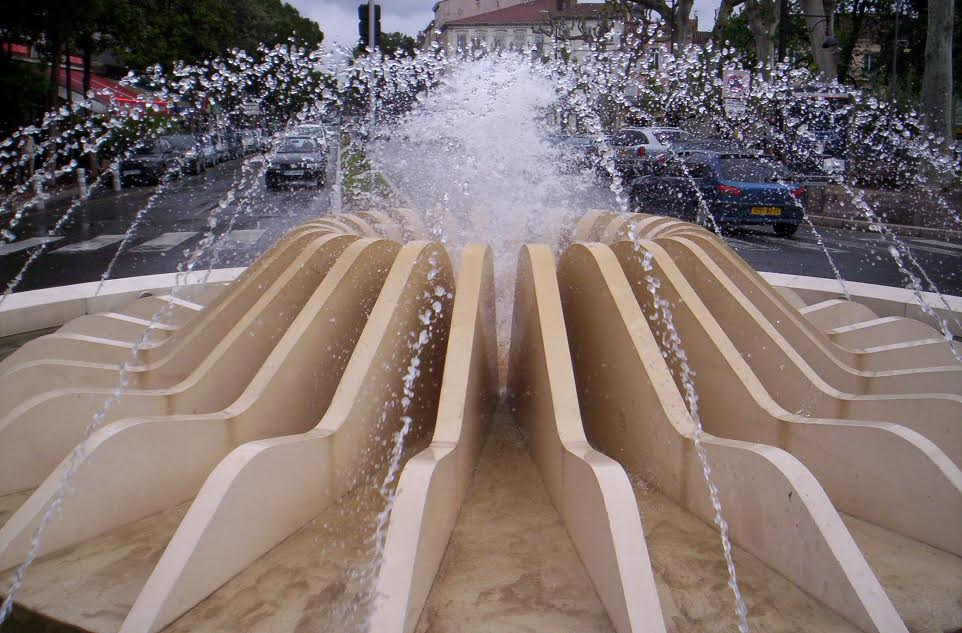
Fontein Fungia, Draguignan

Jean-Yves Lechevallier (Rouen, 1946) is een Frans beeldhouwer en schilder. Hij was in 1977 de laureaat van de kunstwedstrijd Vlam van Europa, georganiseerd door de Robert Schuman-vereniging voor Europa ter gelegenheid van de 20ste verjaardag van het Verdrag van Rome (1957). Zijn sculptuur "Vlam van Europa" staat in de tuin van het huis van Robert Schuman.

## Levensloop
Lechevallier groeide als zoon van een architect op te midden van blauwdrukken, schetsen en maquettes.
Zijn eerste bekende beeldhouwwerk maakte hij van een steen die hij had meegenomen van een vakantie in Les Baux-de-Provence. Op vijftienjarige leeftijd hield hij in 1961 in de Prigent Gallery zijn eerste solotentoonstelling van handgesneden diersculpturen van Provençaalse steen.
In 1966, op twintigjarige leeftijd, kreeg hij zijn eerste opdracht van stadsarchitect Robert Louard (een vriend van de familie) die de leiding had over de bouw van een nieuwe wijk op het eiland Île Lacroix in Rouen.
Hij studeerde aan de Regionale School voor Schone Kunsten in Rouen en de ENSAD Hogeschool voor Beeldende Kunst en Vormgeving in Parijs.
Zijn eerste baan was maquettebouwer voor de architect Badani.

## Werken
De werken van Jean Yves Lechevallier zijn beïnvloed door de beeldhouwer en dichter Jean Arp. Hij creëert lage reliëfs, hoge reliëfs, muurschilderingen, mozaïeken, kariatiden en monumentale sculpturen.
Zijn voorkeursmaterialen zijn: exotische houtsoorten, steen en marmer; metalen zoals koper, aluminium, brons of roestvrij staal; polyester en beton, soms versterkt met vezels. Zijn bijzondere materiaaleisen hebben een cementfabriek gemotiveerd tot het maken van een speciaal mengsel, genaamd cridofibre dat nu een geregistreerd handelsmerk is.
Zijn debuut viel in de naoorlogse wederopbouwjaren en Lechevallier kon profiteren van de cultuurbevorderende politiek en gesubsidieerde ondersteuning voor de kunsten in Frankrijk. Zo maakte hij werk in opdracht van zowel de gemeentelijke overheid als de Franse staat. Deze werken maken deel uit van het architectonische landschap van vandaag in veel steden in heel Frankrijk, vooral in Normandië, Parijs en de Côte d'Azur. Ze kunnen worden gezien in de plantsoenen, pleinen, scholen, brandweerkazernes en politiegebouwen, instellingen voor hoger onderwijs, wooncomplexen en in sommige bewaarde natuurgebieden zoals het "Croix des Gardes" in het bospark boven de stad Cannes, waar bij gelegenheden religieuze diensten worden gehouden
Lechevallier is gespecialiseerd in monumentale werken voor de buitenlucht, indachtig de woorden van Corinne Schuler in Sentiers de la Sculpture: «By forcing art into confined spaces, you lose so much in terms of its beauty.»-«Door het opsluiten van kunst in besloten ruimten, verlies je zo veel in termen van haar schoonheid».
Een andere specialiteit van Lechevallier zijn fonteinen waarin water beweging en geluid kan maken en zo een sculptuur doet zingen..

### Belangrijkste werken
- Voile (zeil), Isle Lacroix, Rouen (1966)
- Fontein Fleurs d'eau (Waterbloemen) op de Seine-oever in Rouen (1975)
- Fontein Cristaux, eerbetoon aan Béla Bartók in Square Béla Bartók, Parijs (1980)
- Fontein Polypores, Parijs. Deze fontein speelt een decor-rol in de muzikale film van Alain Resnais, On connaît la chanson. (1983)[14][15]
- Fontein Concretion, Théoule-sur-Mer (1987)[16]
- HumakosV, Peymeinade (1989)
- Het Croix des Gardes te Cannes (1990)
- Aile Entravée (Fettered Wing), ontwikkeld tijdens de Golfoorlog. Tuinen van het Museum voor Schone Kunsten in Menton, (1991)[17][18]
- Point d'orgue, tunnel naar Monaco (1992)
- Structurering F1, voor het Ferrarimuseum in Maranello (Italië) waarin de F1-raceauto gemaakt voor Michael Schumacher is verwerkt (2002)[19]
- Fontein Spirale, Saint-Tropez (2007)[20]
- Fontein Fungia, Draguignan (2007)[21]
- Red Love (2009)[22][23]

Meer opdrachtwerken staan bij particuliere bedrijven en verzamelaars in Duitsland, Frankrijk, Monaco en de Verenigde Staten.

## Gote tentoonstellingen, kunstbeurzen en prijzen
- Salon Réalités Nouvelles[25], Parijs, 1972
- Pagani, parco museo d'arte moderna Pagani Museumpark van Moderne kunst, Enzo Pagani Foundation, Castellanza (Va) Italië, 1973[26]
- Laureaat Flame Of Europe, 1977
- Ereprijs van de stad Grasse, Voor Europa Show, 1990
- Top award in de beeldhouwkunst, Patrick Baudry Space Camp, 1991
- Stedelijk Museum, Mougins (beelden, schilderijen en pastels), 1993
- Geselecteerd voor de Fujisankei Utsukushi-Ga-Hara door het Hakone Openlucht Museum in Japan (Humakos V)[27], 1993
- Chapelle Saint-Jean-Baptiste, Saint-Jeannet (Quadrige Gallery), 1995
- Salon de Mai, Parijs, 1999
- Sentiers de la Sculpture, Polo club Saint-Tropez, 2010